# 北の沢スキー場
北の沢スキー場（きたのさわすきーじょう）または北の沢三角山スキー場は、かつて札幌市南区北ノ沢に存在したスキー場である。所在地は北ノ沢1864および北ノ沢1867であり、それぞれで地主が異なる。

## 概要
藻岩観光開発協会の一事業として開発された。建設は住民によって行われ、1966年2月に開業。運営は市からの補助金によって賄われていた。

## 沿革
1964年7月21日に藻岩観光開発協会が創立。北の沢スキー場は藻岩観光開発協会の一事業として開発された。
1965年11月から地元住民による建設が開始、1966年2月20日の午前11時にスキー場開きが催された。
スキー場などの諸開発を一因として、北ノ沢地区は人口が急激に増加した。住宅地化が進み、1973年には藻岩北小学校が開校している。

## 営業シーズン
1月中旬ごろから3月上旬まで

## コース
北の沢地区の北に位置する藻岩山の斜面を利用した、起伏の緩やかなコースである。
総敷地面積は20ヘクタール。スキー場の入口には管理事務所があった。

## 教育利用
緩やかな起伏であるため、小中学生向けのスキー学習用に教育機関で使用された。利用したい学校は、教育委員会から南区役所土木管理課を通じて北の沢町内会に連絡する必要がある。
小屋などの休憩所がなかったため、昼食は雪面に敷物などを敷くかあるいは直に座り、おにぎりなどを食べるのが一般的であった。